# Roscommon (stad)
Roscommon (Iers: Ros Comáin) is de hoofdplaats van County Roscommon in Ierland.
Volgens de telling van 2006 heeft Roscommon 5.017 inwoners. De naam is afgeleid van Coman mac Faelchon die hier in de 5e eeuw een klooster stichtte. De indrukwekkende ruïnes van Roscommon Castle liggen op een helling net buiten de stad.

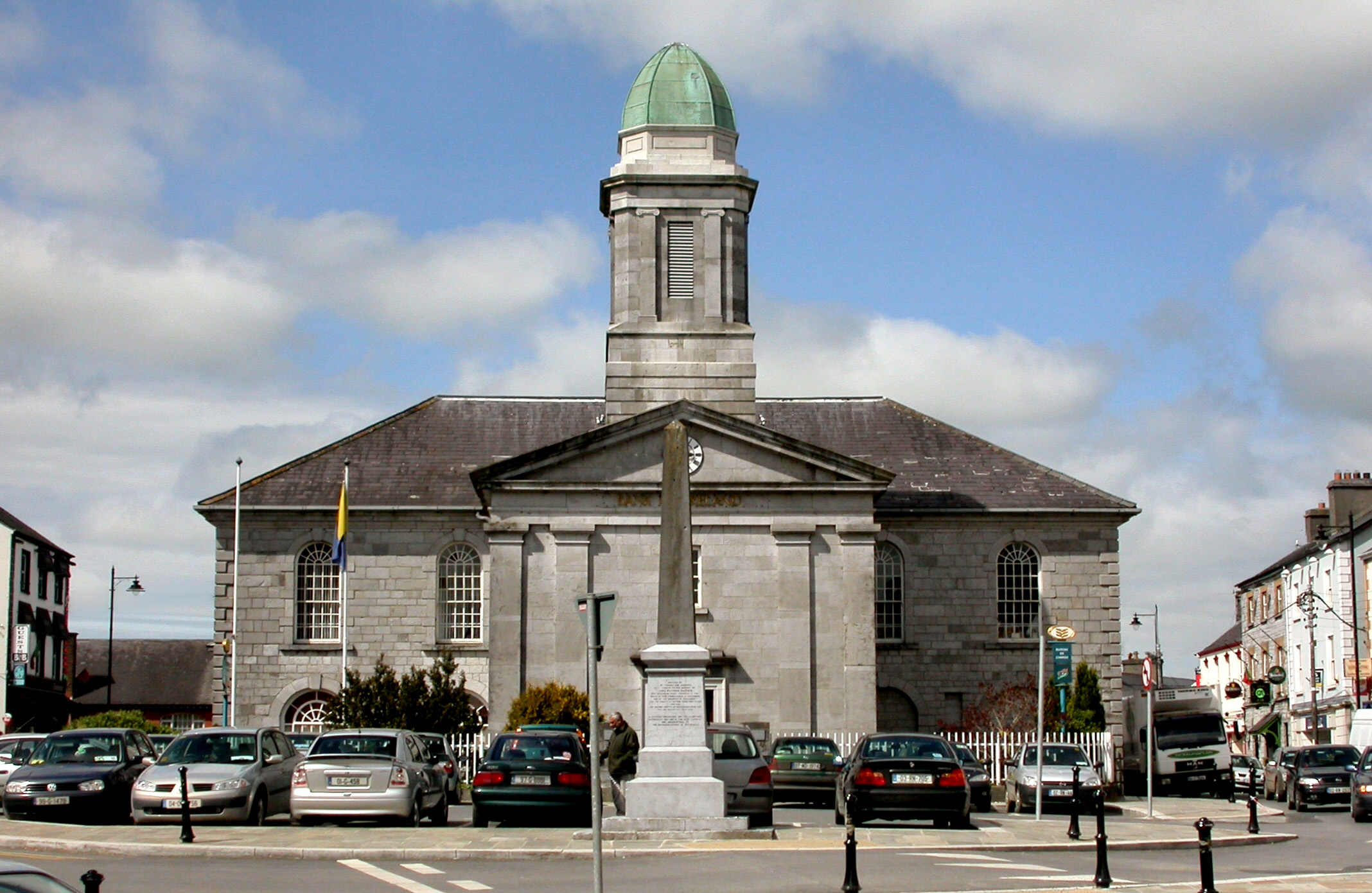
Bank of Ireland

## Vervoer
- Station Roscommon werd geopend op 13 februari 1860.
- Roscommon ligt aan de hoofdwegen : N60, N61 en N63).
- Bus Éireann verzorgt regelmatige verbindingen met de belangrijkste steden vanaf het busstation Mart Road.